# Nevill Francis Mott
Nevill Francis Mott CH, FRS (Leeds, Anglaterra, 1905 - Milton Keynes, Anglaterra, 1996) fou un físic i professor universitari anglès guardonat amb el Premi Nobel de Física l'any 1977.

## Biografia
Va néixer el 30 de setembre de 1905 a la ciutat anglesa de Leeds. Estudià física al Clifton College de Bristol i al St. John's College de la Universitat de Cambridge. Inicià la seva tasca docent a la Universitat de Manchester, per passar posteriorment per Cambridge i Bristol. El 1954, ingressà al Laboratori Cavendish de la Universitat de Cambridge, on hi restà fins al 1971.
El 1936, fou nomenat membre de la Royal Society, i el 1962 la reina Elisabet II del Regne Unit li concedí el títol de cavaller de l'Imperi britànic (sir). A la dècada de 1960, fou nomenat president del grup britànic present a les conferències Pugwash de Ciència i Afers Mundials.
Mott va morir a Milton Keynes, situada al comtat anglès de Buckinghamshire, el 8 d'agost de 1996.
En honor seu, la seva família va crear la Medalla i Premi Nevill Mott per a guardonar investigadors de renom en física de la matèria condensada.

## Recerca científica
Inicià la seva recerca científica a Cambridge sota les ordres de Ralph Fowler, per posteriorment ampliar coneixements a Copenhaguen sota la direcció de Niels Bohr i, finalment, a Göttingen al costat de Max Born. Inicialment, se centrà a explicar teòricament l'efecte de la llum en una emulsió fotogràfica i contornejar la transició de substàncies metàl·liques als estats no metàl·lics, el que es coneix com a transició de Mott.
El 1965, inicià les seves investigacions sobre el ferromagnetisme i la superconductivitat, investigacions per les quals fou guardonat l'any 1977 amb el Premi Nobel de Física al costat de Philip Warren Anderson i John Hasbrouck van Vleck.